# Джафіча Брдо
Джафіча Брдо (чорн. Џафића Брдо/Džafića Brdo) — містечко в общині Бієло Полє в Чорногорії. За переписом 2003 року мешкало 945 мешканців (за переписом 1991 року — 891 житель).

## Демографія
У селищі Джафіча Брдо проживає 658 дорослих жителів, середній вік населення становить 31,6 років (30,4 — чоловіків та 32,8 — жінок). У селі проживає 230 домогосподарств, середня кількість осіб в домогосподарстві становить 4,11 особи.
Населення в цьому населеному пункті дуже неоднорідне, і в останніх трьох переписах спостерігалося збільшення кількості жителів.
| Боснійці   | 372 | 39,36% |
| Мусульмани | 263 | 27,83% |
| Серби      | 176 | 18,62% |
| Чорногорці | 122 | 12,91% |
| Албанці    | 4   | 0,42%  |
| невідомо   | 1   | 0,1%   |